# Christian Strohdiek

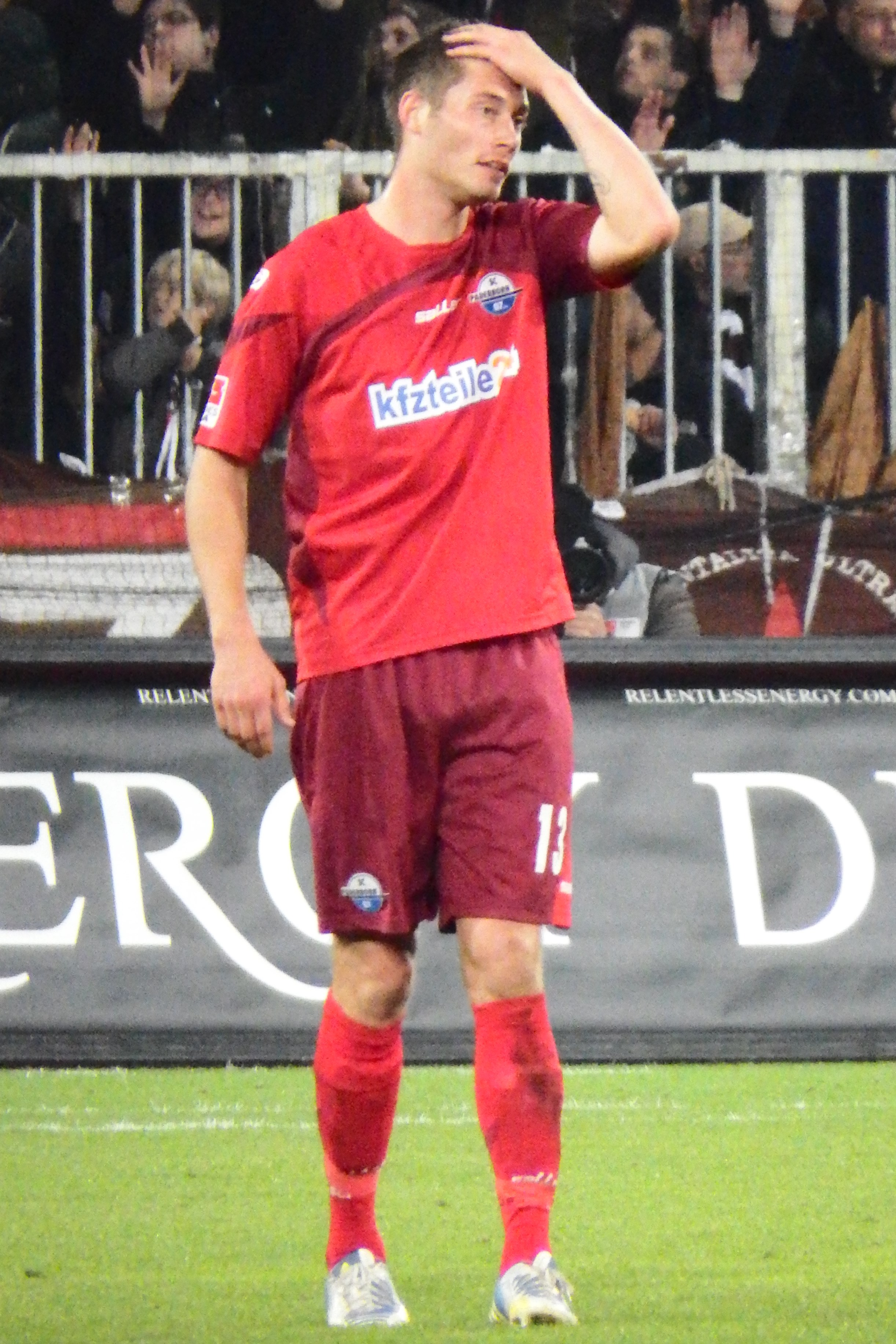
Christian Strohdiek im Trikot des SC Paderborn 07 (2013)

Christian Strohdiek (* 22. Januar 1988 in Paderborn) ist ein ehemaliger deutscher Fußballspieler.

## Karriere

### SC Paderborn 07
Strohdiek begann bei TuRa Elsen mit dem Fußballspielen und, nachdem er alle Jugendmannschaften des SC Paderborn 07 durchlaufen hatte, unterzeichnete 2007 einen drei Jahre gültigen Profivertrag, kam in seiner Premierensaison allerdings zu keinem Einsatz. Den erhielt er in der Saison 2008/09 für fünf Minuten im Rückspiel der Relegation zur 2. Bundesliga gegen den VfL Osnabrück. In der Saisonvorbereitung zu der Saison 2009/10 konnte er außerdem in Freundschaftsspielen u. a. gegen Borussia Dortmund Spielpraxis sammeln. Durch verletzungsbedingte Ausfälle der gesetzten Innenverteidiger kam Strohdiek in der Zweitligasaison 2009/10 vermehrt zum Einsatz und stand in der Saison 2010/11 regelmäßig in der Startelf. Sein Zweitligadebüt gab er am 6. November 2009 (12. Spieltag) beim 2:1-Sieg im Heimspiel gegen die TuS Koblenz. Mit einem Tor in 27 Punktspielen trug er zum erstmaligen Aufstieg seines Vereins in die Bundesliga 2014 bei.

### Fortuna Düsseldorf
Am 12. Mai 2015 gab Fortuna Düsseldorf die Verpflichtung von Christian Strohdiek bekannt; er erhielt einen Vertrag über drei Jahre. Dort war er in seiner Funktion als Innenverteidiger zunächst Stammspieler. Jedoch leistete er sich mehrere Fehler, aus denen Gegentore resultierten; der Verein selbst befand sich während des gesamten Saisonverlaufs im Abstiegskampf. Als Folge verbannte ihn Trainer Frank Kramer auf die Tribüne. Zudem verpflichtete der Verein mit Alexander Madlung einen Spieler auf derselben Position. Nach Kramers Entlassung wurde er zwar begnadigt, kam jedoch unter dessen Nachfolgern Peter Hermann, Marco Kurz und Friedhelm Funkel über die Rolle des Ergänzungsspielers nicht mehr hinaus. Bereits zur Winterpause wurde über eine Rückkehr nach Paderborn spekuliert. Während der Rückrunde wurde er lediglich im Spiel gegen den VfL Bochum  über die volle Spielzeit eingesetzt, in dem die Fortuna mit 1:3 unterlag. Unter Funkel kam er ausschließlich in der Schlussphase zum Zuge. Ersterer kündigte nach dem Klassenerhalt an, dass er mit mehreren Spielern – einschließlich Strohdiek – trotz gültiger Verträge nicht mehr plane. Zwischenzeitlich zog Fortuna Düsseldorf in Erwägung, ihn zusammen mit den ebenfalls ausgemusterten Karim Haggui, Sercan Sararer, Mike van Duinen und Didier Ya Konan in eine gesonderte Trainingsgruppe zu „verbannen“.

### Rückkehr nach Paderborn
Am 21. Juni 2016 kehrte er zum SC Paderborn 07 zurück. Zur Drittligasaison 2017/18 wurde der Verteidiger zum Mannschaftskapitän bestimmt. Im Frühjahr 2018 stieg er mit den Ostwestfalen in die zweite Liga und ein Jahr später in die Bundesliga auf. Beim 1:1 gegen RB Leipzig am 30. Spieltag der Bundesligasaison 2019/20 erzielte Strohdiek für Paderborn sein erstes Bundesligator.

### Würzburger Kickers
Nach dem sofortigen Wiederabstieg des SC Paderborn in die 2. Bundesliga kam Strohdiek nicht mehr über die Rolle des Ergänzungsspielers hinaus und blieb bis Dezember 2020 ohne Pflichtspieleinsatz. Daraufhin schloss er sich im Januar 2021 dem Ligakonkurrenten Würzburger Kickers an. Dort kam er bis zum Ende der Saison 2020/21 16-mal stets in der Startelf zum Einsatz, stieg mit dem Verein aber in die 3. Liga ab. Dort absolvierte er in der Saison 2021/22 21 Drittligaeinsätze (17-mal in der Startelf) und erzielte ein Tor. Die Spielzeit endete für die Kickers mit dem zweiten Abstieg in Folge. Strohdiek beendete daraufhin im Alter von 34 Jahren seine Profikarriere.

### Nach der Profikarriere
Zur Saison 2022/23 kehrte Strohdiek zum SC Paderborn 07 zurück und verstärkte die zweite Mannschaft in der fünftklassigen Oberliga Westfalen. Daneben soll er im Verein verschiedene Abteilungen durchlaufen und entscheiden, ob er für sich eine Zukunft im Trainer- oder Managementbereich sieht.

## Erfolge
- Aufstieg in die Bundesliga: 2014, 2019
- Aufstieg in die 2. Bundesliga: 2009, 2018
- Westfalenpokal-Sieger: 2017, 2018